# آن فورست
آن فورست (بالإنجليزية: Ann Forrest)‏ هي ممثلة أمريكية، ولدت في 14 أبريل 1895 بالدنمارك، وتوفيت في 1 سبتمبر 1985 بسان دييغو في الولايات المتحدة.

## وصلات خارجية
- آن فورست على موقع IMDb (الإنجليزية)
- آن فورست على موقع أول موفي (الإنجليزية)
- آن فورست على موقع قاعدة بيانات برودواي على الإنترنت (الإنجليزية)
- آن فورست على موقع قاعدة بيانات الفيلم (الإنجليزية)